# Barnhouse
Barnhouse ist eine 1984 entdeckte neolithische Siedlung der Grooved Ware, die am Ufer des Loch of Harray, auf Mainland, der Hauptinsel der Orkneys in Schottland liegt. Sie entstand am Ende des vierten Jahrtausends v. Chr. Die Siedlung bestand zunächst aus zwölf sehr gleichartigen  Häusern, nur Haus 2 war deutlich hervorgehoben.
Die Siedlung bestand aus 15 Häusern, innerhalb derer Keramik, Feuersteine und Steinwerkzeuge gefunden wurden, die durch Handel nach Barnhouse gekommen sein könnten. Interessant ist, dass jedes Gebäude der Siedlung am Ende der Nutzung abgerissen wurde. Abgesehen davon, dass die Häuser untereinander keine Verbindung haben, besteht große Ähnlichkeit mit dem jüngeren Skara Brae.
Zu den besonderen baulichen Anlagen der Siedlung gehören „Haus 2“ und die „Struktur 8“, die die üblichen Dimensionen sprengen. Die Siedlung wurde nach der Ausgrabung wieder abgedeckt und an der Oberfläche durch niedrige Steinplatten rekonstruiert. In der Nähe befinden sich die Stones of Stenness.
Vergleichbare Siedlungen auf den Orkney sind Rinyo auf Rousay und Pool auf Sanday. 
Seit 1999 ist die Anlage als Scheduled Monument geschützt.